# Aiguille d’Etretat

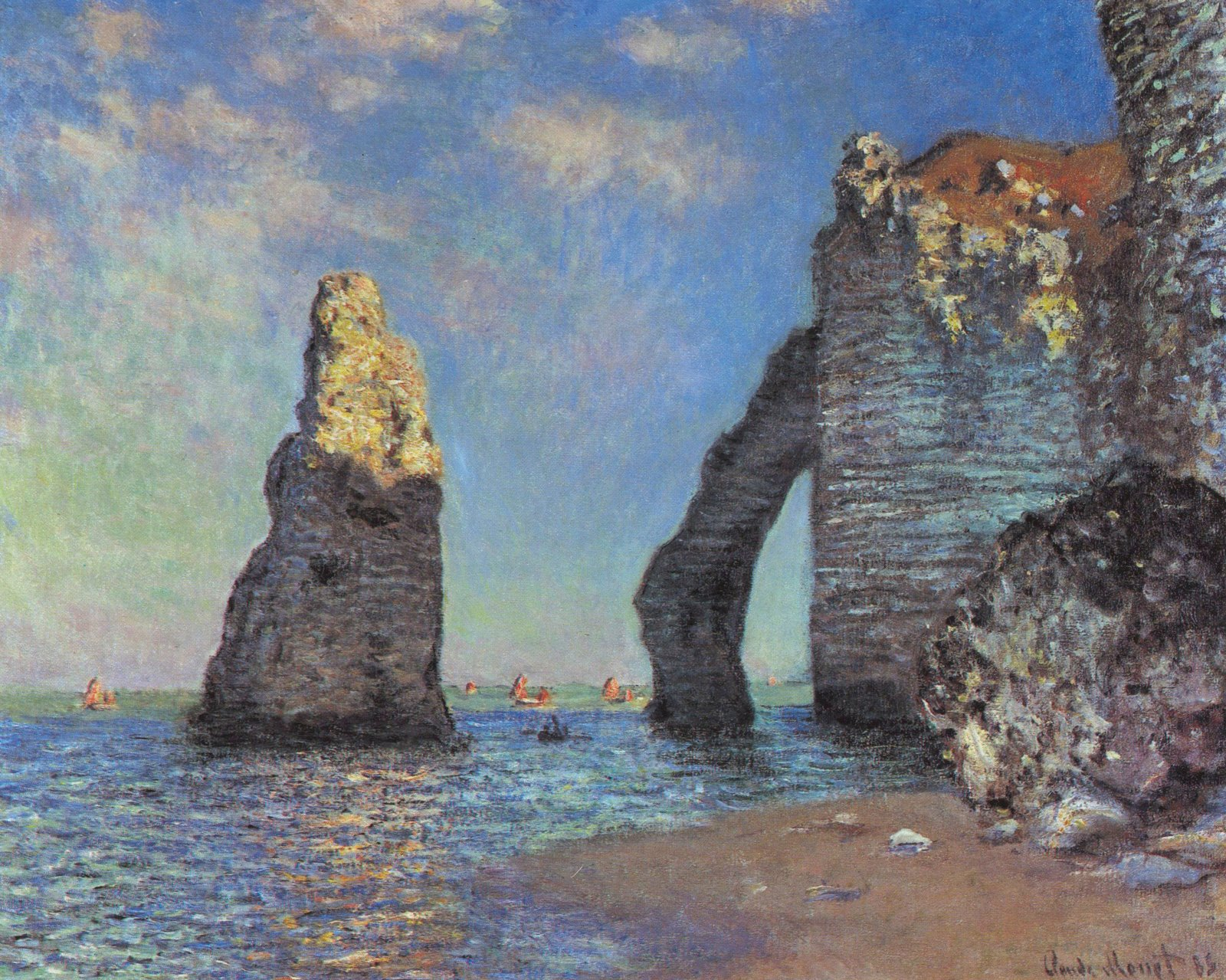
Aiguille auf einem Gemälde von Claude Monet, 1885

Die Aiguille d’Etretat ist eine Felsnadel vor der Alabasterküste in der Normandie in Frankreich. 
Sie steht im Ärmelkanal etwa 50 Meter westlich vor der bekannten Felsformation Porte d’Aval und gehört zum Gemeindegebiet von Étretat. Ihre Höhe wird mit 42 Metern angegeben, wobei andere Angaben auch 51 Meter nennen. Der maximale Durchmesser beträgt etwa 30 Meter. Die Felsnadel besteht aus einem weißen, nach oben spitz zulaufenden Kreidefelsen. Der Felsen ist horizontal mit braun-schwarzen Lagen aus Feuersteinen durchzogen. 
Trotz ihrer filigran wirkenden Gestalt und exponierten Lage präsentiert sich die Aiguille d’Etretat in ihrer heutigen Form schon über lange Zeiträume. An ihr befinden sich jahrhundertealte Gravuren.
Die pittoreske Felsnadel war ein häufiges Motiv von Malern, so ist die Aiguille auch auf Gemälden von Claude Monet zu sehen. 
Sie nimmt ebenfalls in der literarischen Welt von Maurice Leblanc eine wichtige Rolle ein und dient in seinen Romanen als Geheimversteck für den berühmten Meisterdieb Arsène Lupin.